# Oltza Zendea
Oltza Zendea (en basc, cooficialment en castellà Cendea de Olza) és un municipi de Navarra. Té 1.535 habitants i 40,7 km² d'extensió. Està compost per diverses localitats constituïdes en consells: Arazuri, Artazcoz, Asiain, Ibero, Izcue, Izu, Lizasoain, Olza i Ororbia.
La capital és Ororbia, que està situada a uns 10 km de Pamplona.

## Concejos
Oltza Zendea està formada actualment pels següents 9 pobles, que tenen el rang de concejos:
- Arazuri: 376 habitants.
- Artázcoz: 29 habitants.
- Asiáin: 153 habitants.
- Ibero: 215 habitants.
- Izcue: 73 habitants.
- Izu: 30 habitants.
- Lizasoáin: 75 habitants.
- Olza: 51 habitants.
- Ororbia: 533 habitants.

## Persones cèlebres
- Evaristo de Churruca y Brunet (Yzu, 1841 - Bilbao, 1917). Enginyer.
- Juan Martinez de Irujo Goñi (Ibero 1981). Pilotari.